# Universidade do Estado de Nova Iorque em Albany
A Universidade do Estado de Nova Iorque em Albany (State University of New York at Albany ou simplesmente University at Albany) é uma universidade pública localizada na capital do estado americano de Nova Iorque, Albany, e é o principal campus da Universidade do Estado de Nova Iorque (SUNY). Fundada em 1844, é uma instituição de pesquisas reconhecida internacionalmente, que tem como implicação uma grande missão de educação subgraduada e graduada, além de pesquisas e serviços. A Universidade em Albany tem três campi: os campi da Cidade Alta e da Cidade Baixa de Albany, e um campus na cidade de East Greenbush, logo a leste de Albany.
A universidade tem mais de 18.000 estudantes em nove colégios e faculdades, que oferece 56 cursos de estudo subgraduados e 128 graduados. As escolhas acadêmicas da universidade são diversos e incluem vários campos de estudo novos e emergentes, tais como política pública, nanotecnologia, globalização, estudo documentários, biotecnologia e informática. Os estudantes usufruem mais de 300 programas de estudo fora dos EUA, além de grandes oportunidades de especialização que oferecem experiência prática na capital do estado de Nova Iorque e nas vizinhanças. O Honors College (Faculdade de Honras), que abriu no final de 2006, oferece oportunidades para os estudantes mais bem preparados trabalhos próximos às atividades docentes.
A divisão docente da universidade conseguiu um recorde de 391,7 milhões de dólares em financiamentos de pesquisa em 2007 e 2008 para auxiliar no trabalho de pesquisas em vários campos científicos. O financiamento de pesquisas de 2007 e 2008 é 39% maior do que o conseguido em 2006 e 2007. A fundação de pesquisas está destacada por forças emergentes e estabelecidas em quatro áreas: ciências e engenharia em nanoescala, ciência social e política pública, ciências da vida e ciências da atmosfera. Uma grande variedade de explorações em outras áreas também contribuem para o rico espectro das pesquisas da Universidade em Albany.
Além de oferecer muitos benefícios culturais, como o museu de arte contemporânea reconhecida nacionalmente nos EUA e pelo instituto de escritores renovado mundialmente, a Universidade em Albany tem um grande papel do desenvolvimento econômico da capital do estado de Nova Iorque, principalmente através de seus programas em nanociências e em nanotecnologia, além de programas em biotecnologia e em biomedicina. Um estudo do impacto econômico em 2004 estimou que o impacto econômico da universidade era de 1,1 bilhão de dólares a cada ano, sendo que 1 bilhão somente em Albany.